# Fruit Joint
Fruit Joint è il secondo album in studio del rapper italiano Dani Faiv, pubblicato il 20 luglio 2018 dalla Machete Empire Records e Sony Music.

## Descrizione
Pubblicato per il solo download digitale, il disco si compone di otto brani, tra cui il singolo del 2017 Gameboy Color.
Il 18 gennaio 2019 l'album è stato ripubblicato in edizione CD e digitale con il nuovo titolo Fruit Joint + Gusto, caratterizzato da una nuova copertina e da ulteriori dieci tracce inedite. Ad anticiparne l'uscita sono stati i singoli Gabbiano/Moonrock e Yung, il primo dei quali è entrato anche nelle stazioni radiofoniche italiane.

## Tracce

### Fruit Joint
1. Pollo (intro) – 1:58
2. Gameboy Color – 2:26
3. Lemon Haze – 2:53
4. Ananas (feat. G.bit) – 2:44
5. Gameboy Advance – 2:48
6. Fortnite – 2:35
7. La la la la la (feat. Lexotan) – 2:45
8. Melinda – 2:40

### Fruit Joint + Gusto
1. Pollo RMX (ft. Nitro) – 3:22
2. Xquisa – 2:48
3. Gameboy Color – 2:26
4. Che buona (ft. Shade) – 3:04
5. Lemon Haze – 2:53
6. Yung (ft. Tha Supreme) – 2:39
7. Facile – 2:22
8. Ananas (ft. G.bit) – 2:44
9. Stile – 2:13
10. Gameboy Advance – 2:48
11. Giornale/Di corsa (ft. MadMan) – 2:46
12. Fortnite – 2:35
13. Ore/Oro – 2:13
14. La la la la la (ft. Lexotan) – 2:45
15. Biz – 2:52
16. Gabbiano/Moonrock (ft. Lazza) – 3:04
17. Melinda – 2:40
18. Scarpe nuove (ft. Jack the Smoker) – 3:30

## Classifiche
Fruit Joint
| Classifica (2018) | Posizione massima |
| ----------------- | ----------------- |
| Italia            | 37                |

Fruit Joint + Gusto
| Classifica (2019) | Posizione massima |
| ----------------- | ----------------- |
| Italia            | 7                 |